# Micrathena elongata
Micrathena elongata är en spindelart som först beskrevs av Eugen von Keyserling 1864.  Micrathena elongata ingår i släktet Micrathena och familjen hjulspindlar.
Artens utbredningsområde är Colombia. Inga underarter finns listade i Catalogue of Life.